# Китайский коронный узел
Кита́йский коро́нный у́зел (от англ. Chinese Crown Knot) — декоративный симметричный узел для тесьмы. Возможно сплетать из двух и более шнуров (или лент).
Используют скауты для завязывания скаутского галстука, в этом случае узел называют «квадратным», или же «узлом дружбы». Может быть использован в мужской моде на шарфе. Используют в талмудическом иудаизме  для связывания вместе концов кожаного ремня головных тфилин, в этом случае узел называют «двойным далетом». В макраме узел назван «китайским» (или «лотосом»). Также является одним из «любовных» узлов.
Похожую форму узла имеют соединяющий (завязывают концами двух верёвок) и стопорный (на одной верёвке) узлы.

## Способ завязывания
Существуют несколько способов завязывания:
- Концом (китайский способ) — 1) сделать закрытую петлю на столе; 2) сделать колы́шку так, чтобы правый конец верёвки лежал поверх левого; 3) сохраняя перекрестие концов переложить образованную петлю влево, образовав Z одним концом; 4) другим прямым концом верёвки сделать вертикальную Z, переплетая; 5) равномерно затянуть узел[1]
- Петлёй (обратный способ) — 1) сделать закрытую петлю на столе; 2) сделать колышку так, чтобы правый конец верёвки лежал поверх левого; 3) сохраняя перекрестие концов, переложить образованную петлю влево; 4) переложить петлю вниз поверх левого конца верёвки; 5) вытащить левый конец верёвки и положить поверх вправо, образовав Z; 6) правый конец верёвки вдеть в первоначально сделанную колышку; 7) равномерно затянуть узел[15]
- Петлями (еврейский способ) — 1) сложить пару петель на каждом конце верёвки; 2) вдеть одну петлю в другую; 3) вдеть концы в петли и затянуть

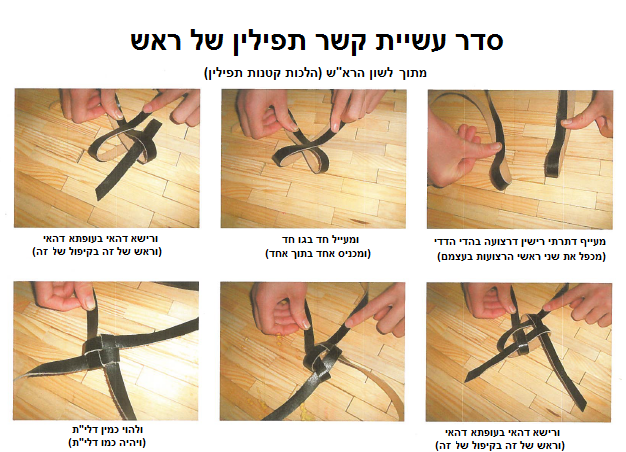
Способ завязывания узла головной тфилы (справа налево и сверху вниз): сделать пару петель, вставить одну петлю внутрь другой, заправить концы в петли, затянуть

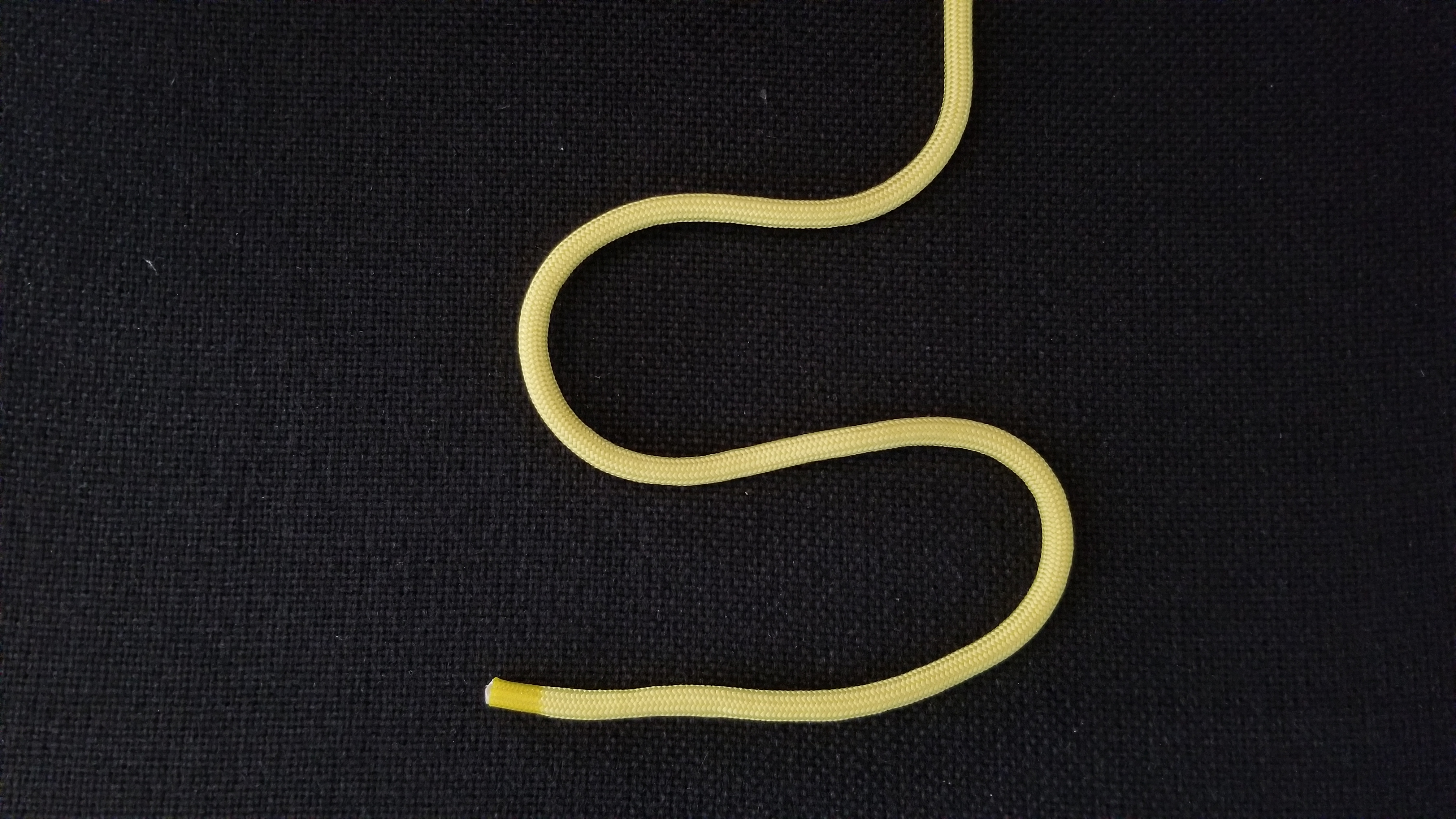
S-способ начала завязывания узла
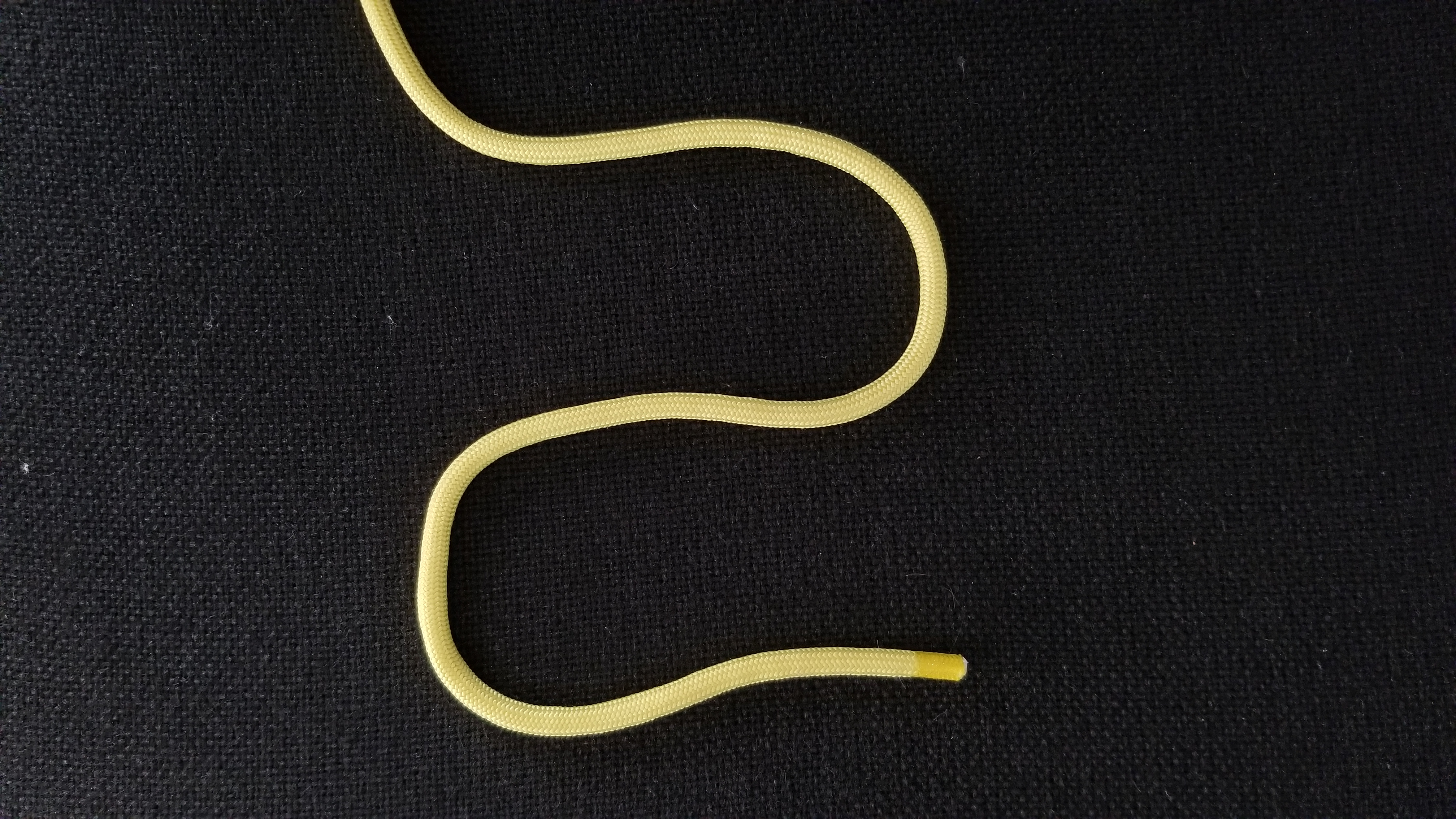
Z-способ начала завязывания узла

## Фотогалерея

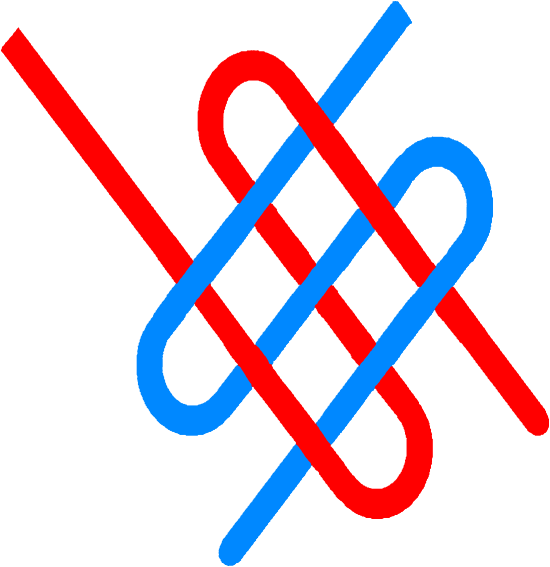
схематичное изображение узла
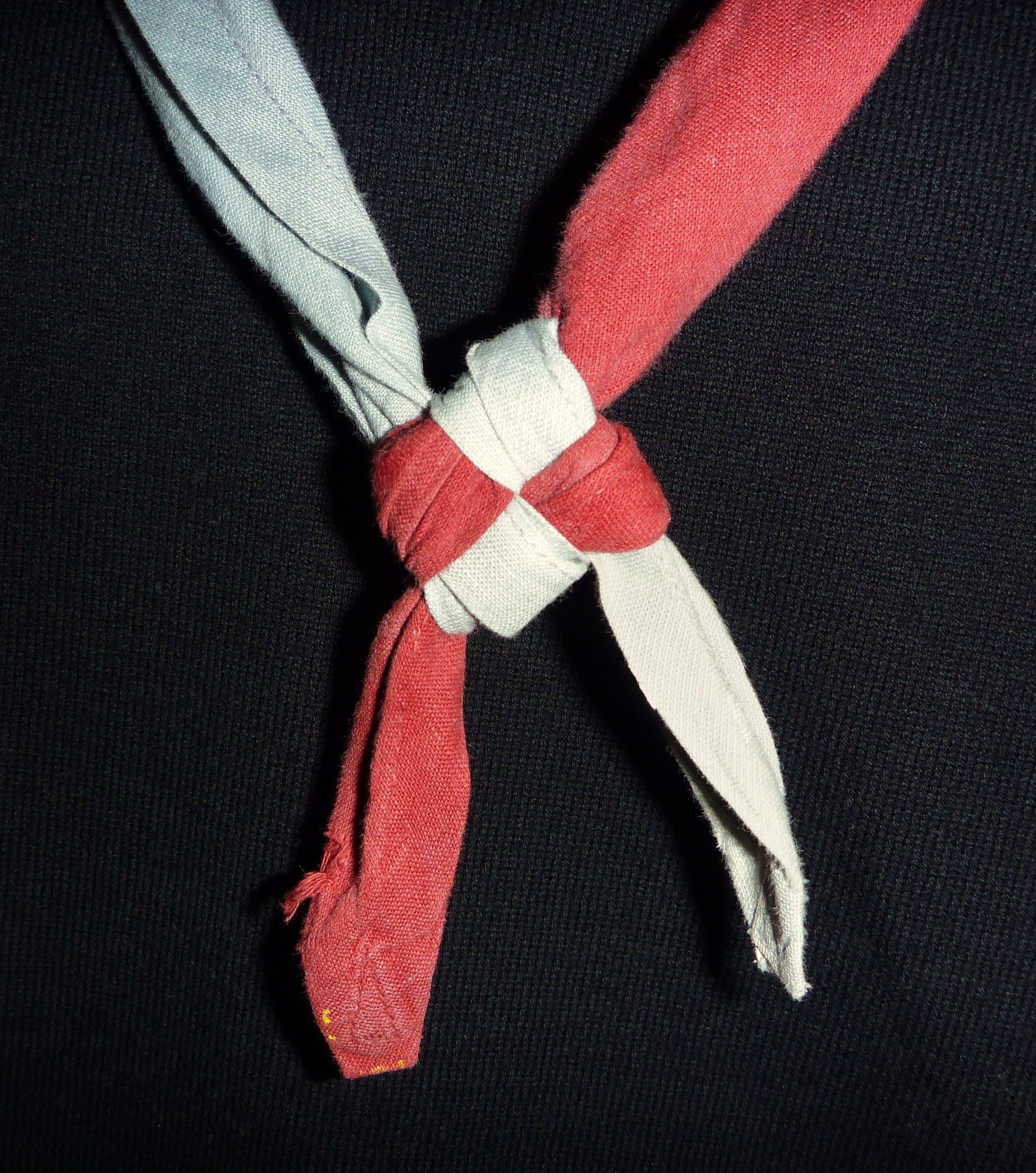
«квадратный» узел на скаутском галстуке
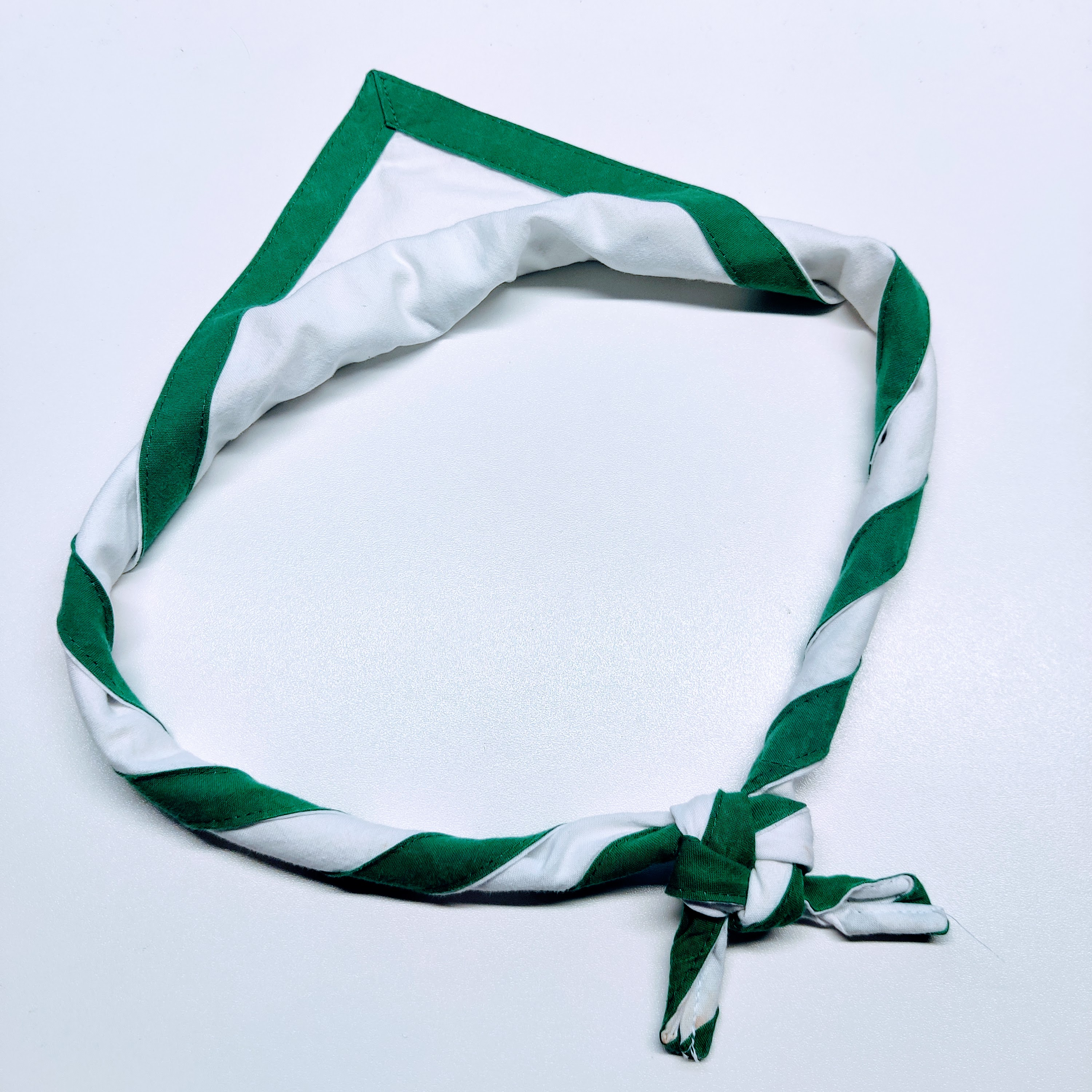
«квадратный» узел на галстуке шведского скаута
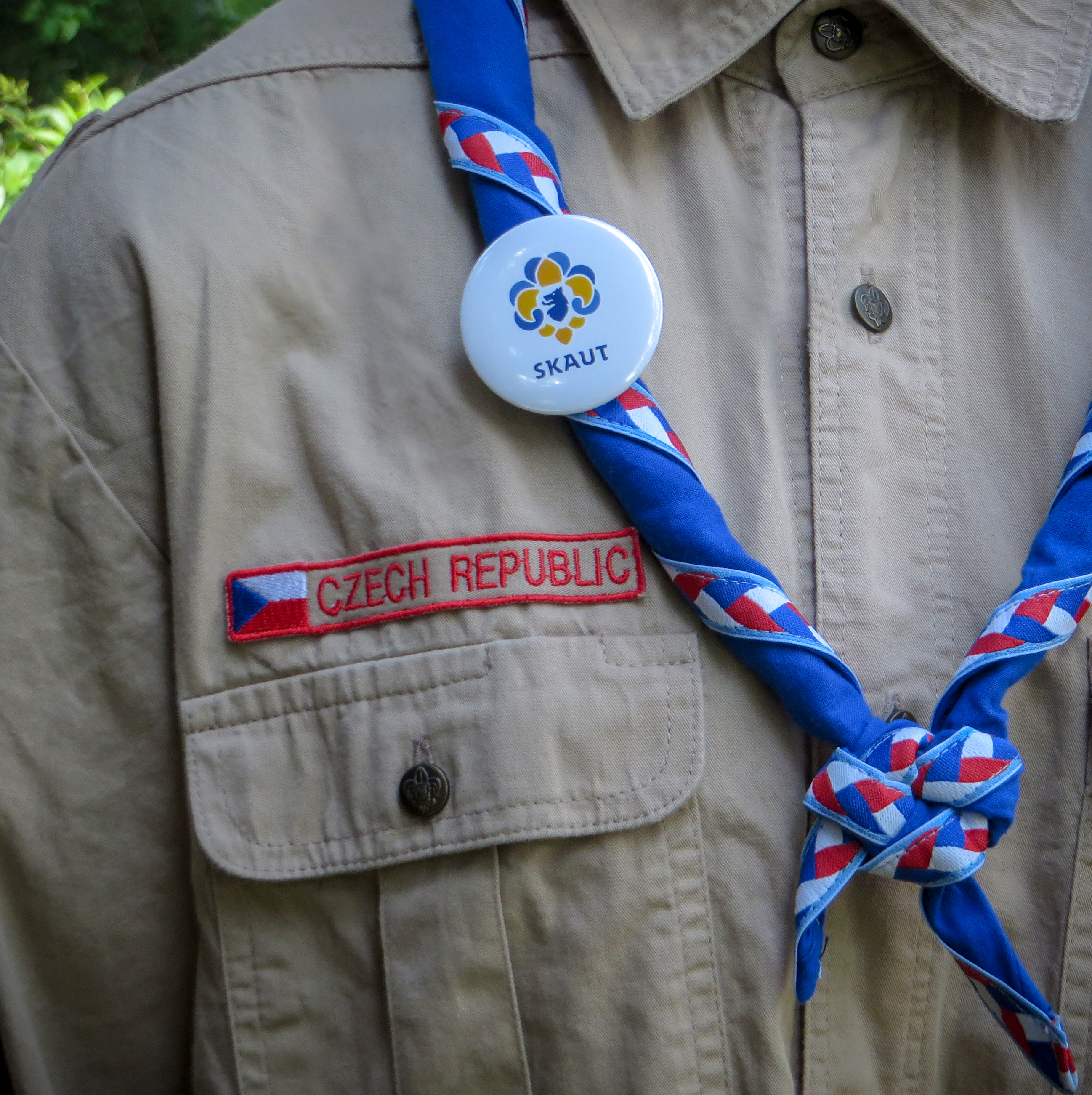
галстучный «квадратный» узел чешского скаута
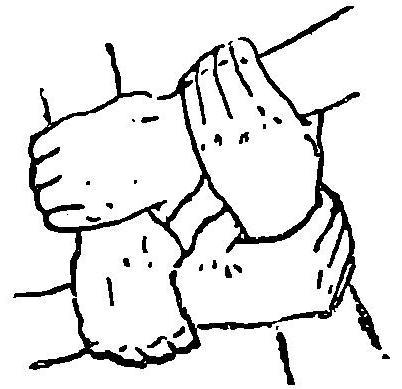
«ручной трон»
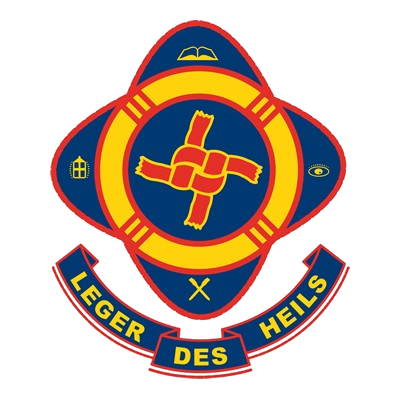
узел на скаутской эмблеме
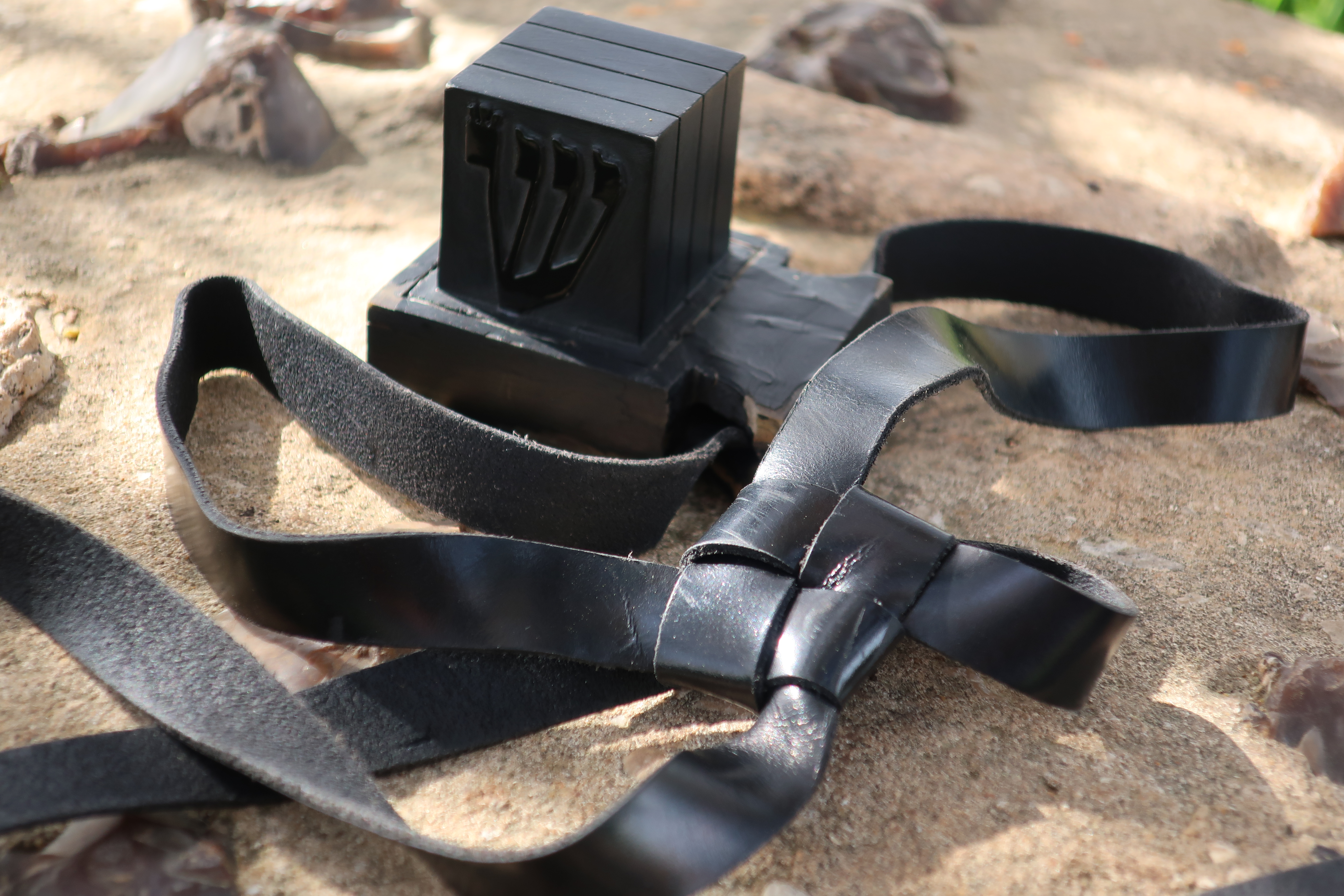
тфилин (головы) с узлом «двойной далет»
узел на гербе Ватикана
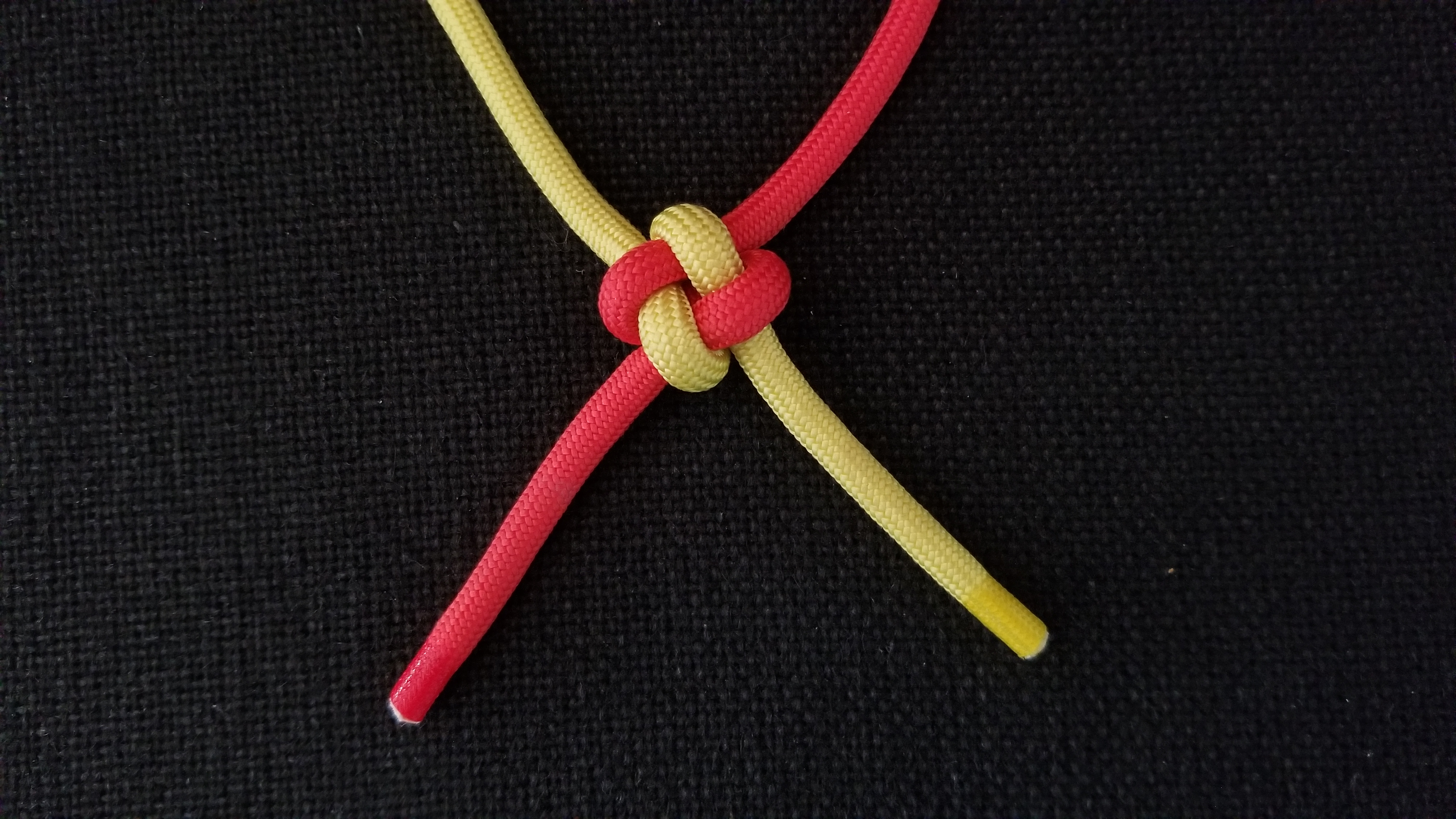
лицевая сторона узла в форме квадрата
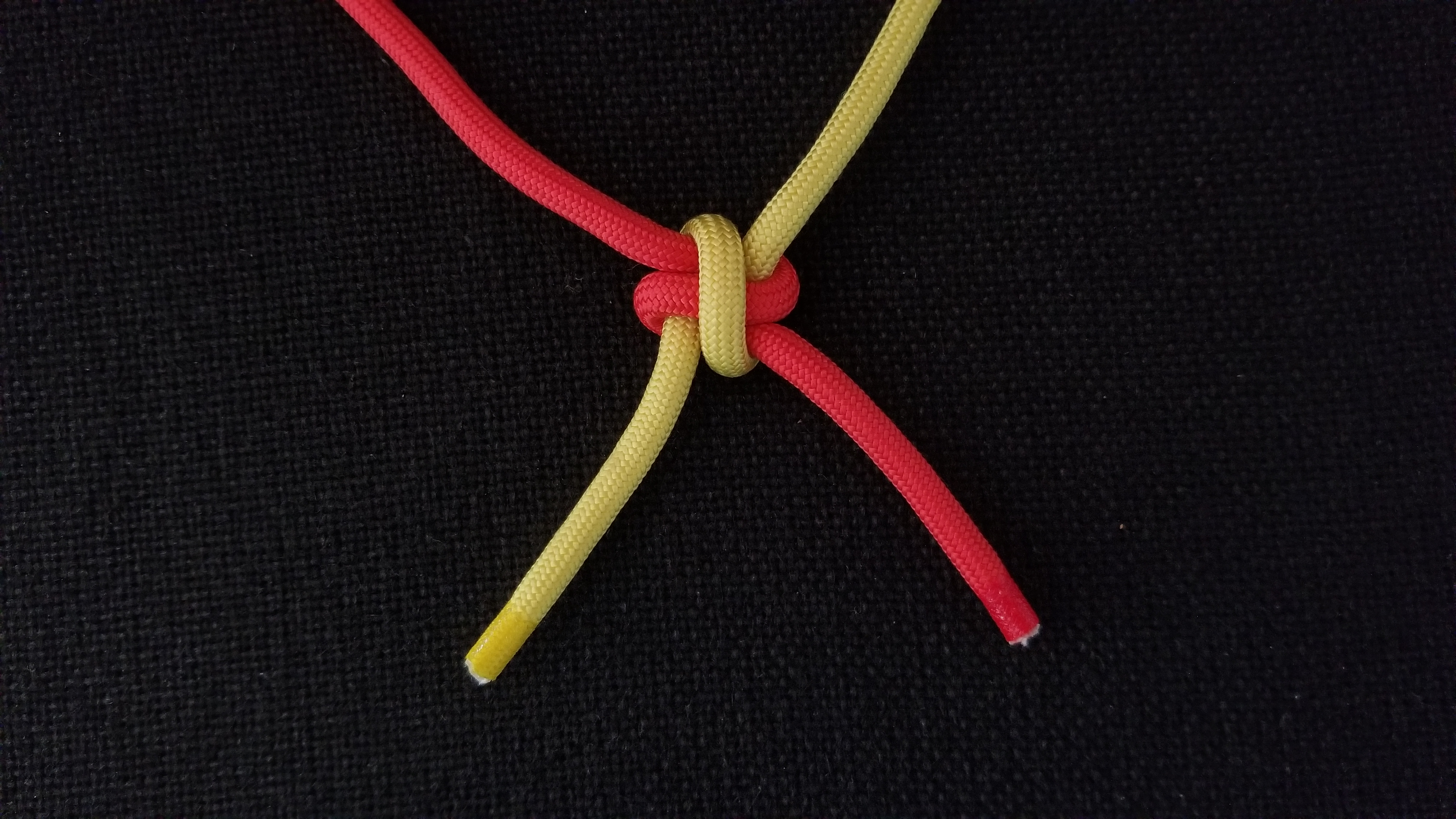
изнаночная сторона узла в форме креста
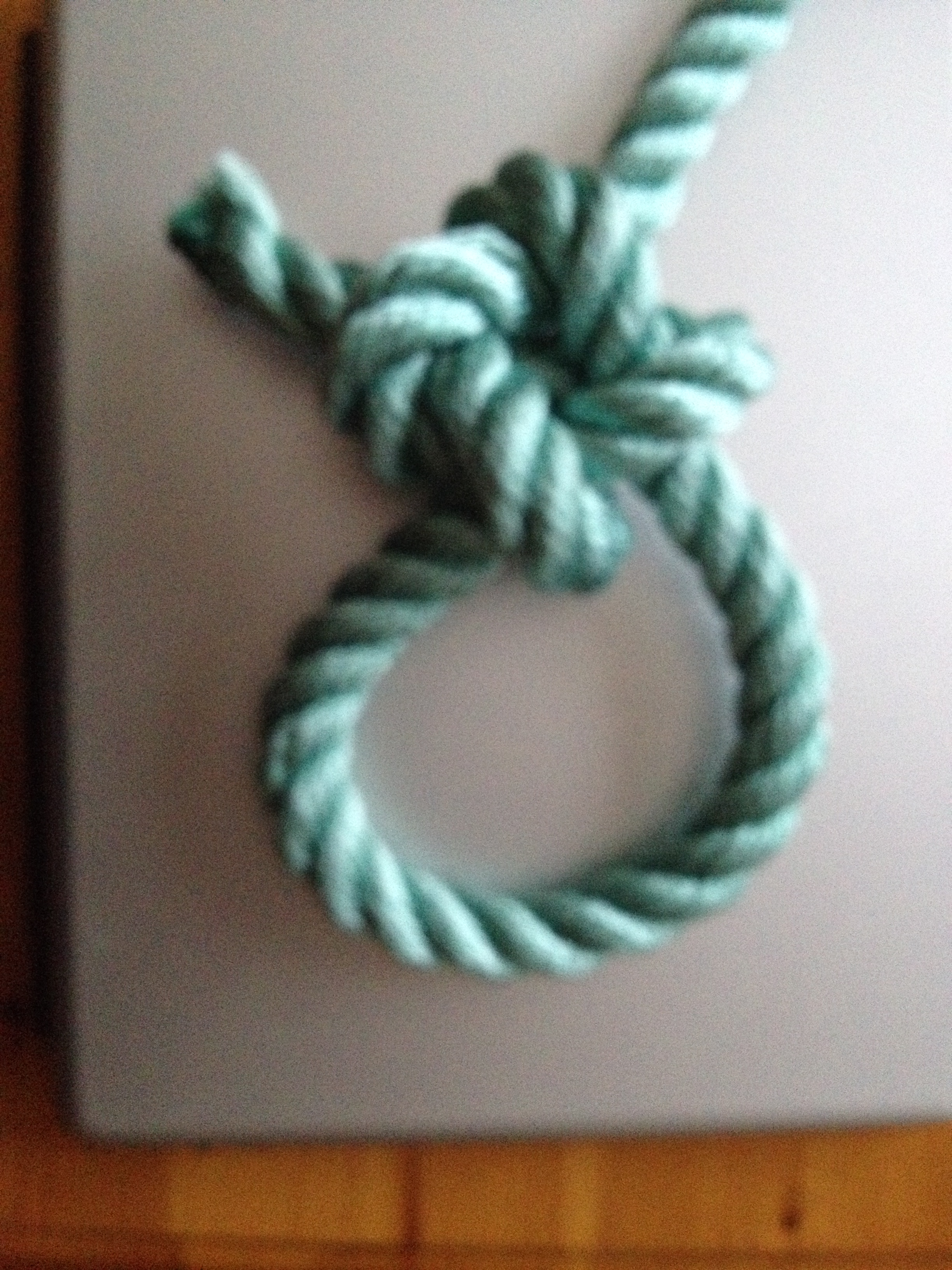
петля (лицевая сторона)
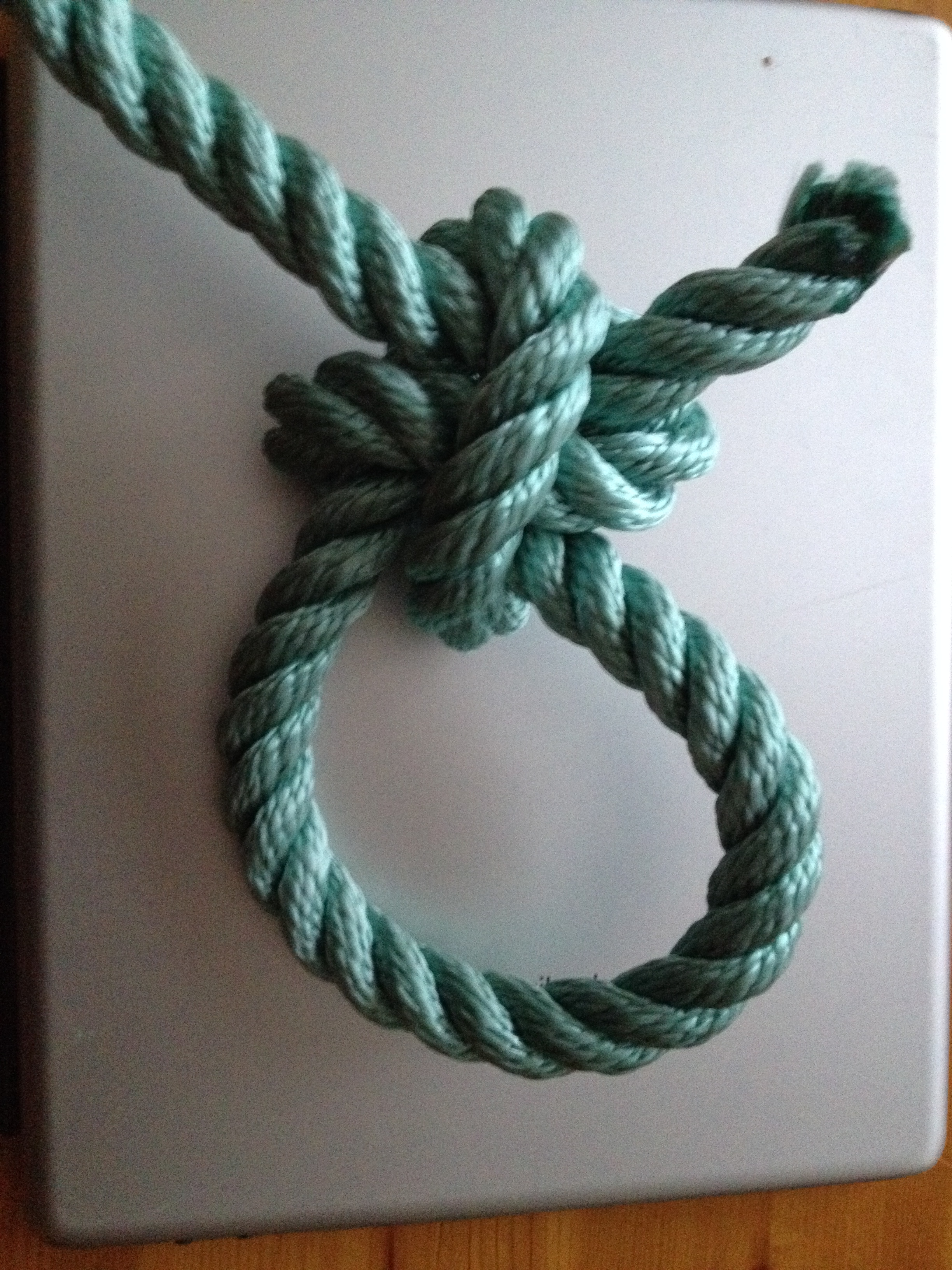
петля (изнаночная сторона)